# Димитър Гечев
Димитър Иванов Гечев е български политик и икономист от ГЕРБ. Народен представител от ГЕРБ в XLIII, XLIV, XLV, XLVI и XLVIII народно събрание. Бил е заместник-председател на парламентарната комисия по земеделието и храните.

## Биография
Димитър Гечев е роден на 16 февруари 1983 г. в град Велинград, Народна република България. През 2002 г. завършва Техникума по механотехника в Пазарджик, а през 2014 г. – висше образование със специалност „Бизнес администрация“ в ЕКИУ в Пловдив. В продължение на 6 години развива собствен бизнес, като създава и успешно управлява охранителна фирма. Между 2011 и 2014 г. е общински съветник от ГЕРБ в Общински съвет – Велинград.